# الرويلية الصهلوج

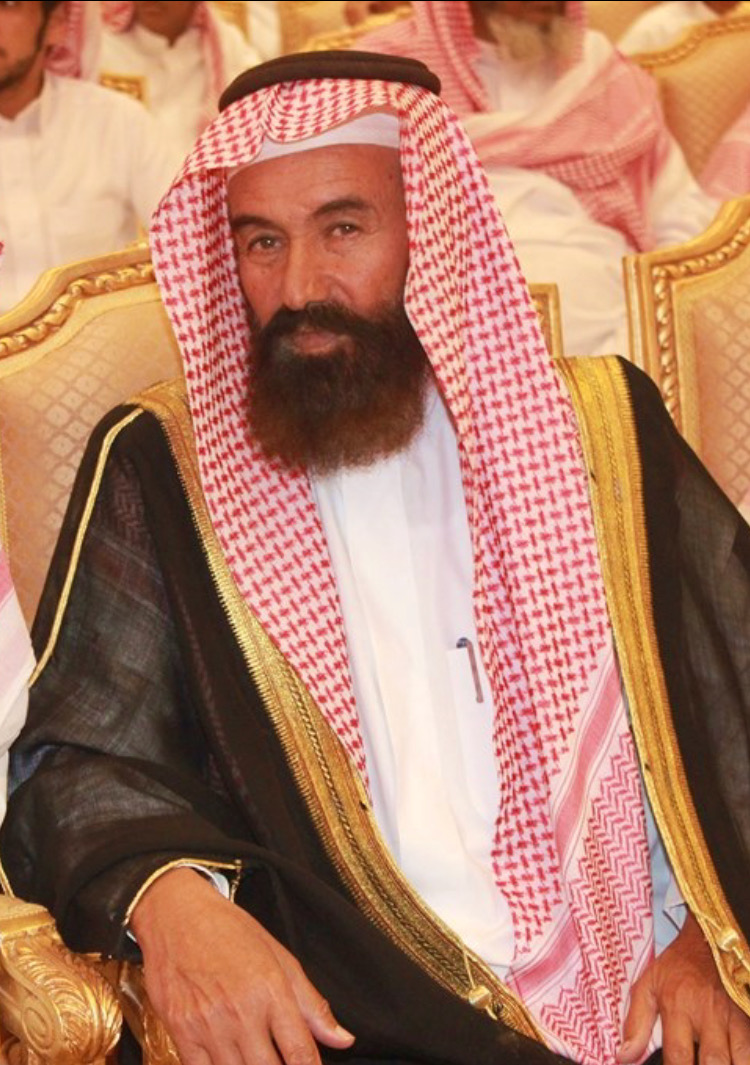
الشيخ مطر القوس مؤسس مركز الرويلية الصهلوج ورئيسه السابق،

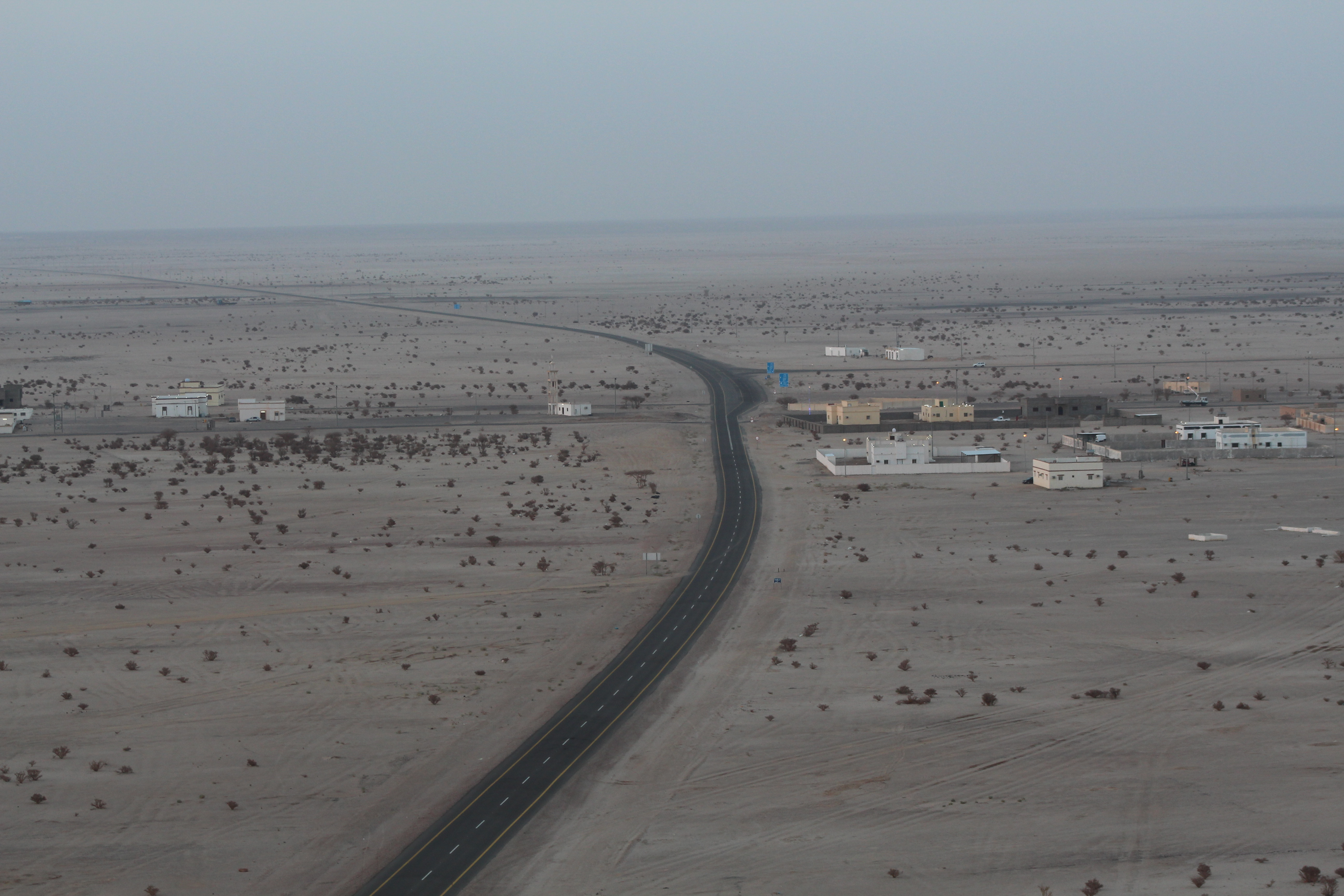
طريق في الرويلية

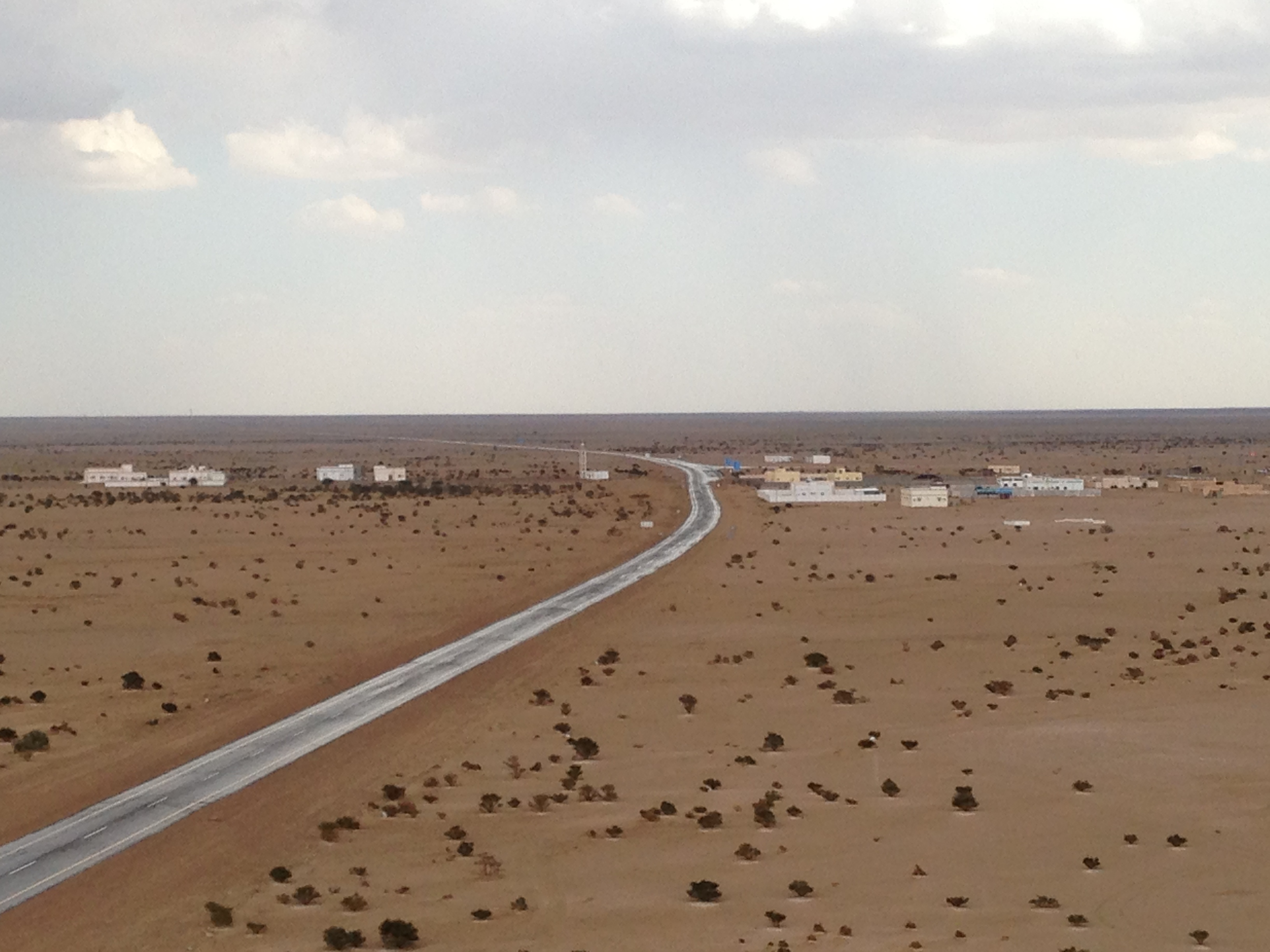
الرويلية

مركز الرويلية الصهلوج أحد المراكز الإدارية التابعة لمحافظة المويه بمنطقة مكة المكرمة في المملكة العربية السعودية. تبعد عن مدينة الطائف حوالي 300 كلم . وتربط بين الطريق السريع (الرياض-مكة) وطريق ( عفيف-مهد الذهب-المدينة المنورة ) وطريق (القصيم-مكة)، وتكتسب أهميتها لكونها أحد معالم عالية نجد البارزة فقد تكرر ذكرها في عدة كتب تاريخية وأيضا لكونها غنية بالمياه الجوفية.

## الموقع
تقع الرويلية في عالية نجد من جهة الغرب، وشرق الطائف وتبعد عنه مسافة 300 كلم تقريبا، وعن مكة المكرمة حوالي 400 كلم تقريبا وحيث تبعد عن العاصمة الرياض حوالي 550كم وتشترك حدوديا مع إمارة منطقة الرياض من الناحية الشرقية ومع إمارة المدينة المنورة من الناحية الشمالية، حيث تقع في مايسمى بمنطقة الدرع العربي الذي يمتاز بالصخور النارية والمتحولة ويتسم بصلابة صخوره وعدم مساميتها.وتربط بين الطريق السريع (الرياض_مكة) وطريق ( عفيف_مهد الذهب_المدينة المنورة ) وطريق (القصيم_ مكة) وتكتسب أهمية موقعها حيث أنها محطة مهمة لمن يريد أن يذهب إلى مكة المكرمة والرياض وجدة والطائف والمدينة المنورة والقصيم وحائل وعفيف ولمن يريد أن يذهب إلى شمال المملكة وما قبلها من قرى ومحافظات.
أبرز المعالم الجغرافية التي تحيط بالرويلية هي جبال كشب وحبر والغرابة وهضاب الذنايب وبحيرة الرويلية وبئر الرويلية المشهورة لدى البدو الرحل . حيث تمتاز الرويلية بوفرة المياه الجوفية وقد كانت محطة يتوقف عندها الكثير من المسافرين والقادمين للحج والعمرة.

## نبذة تاريخية
كان يقطنها قبائل بني ربيعة وقد وقعت حرب البسوس الشهيرة التي دامت لأكثر من 40 عام في المنطقة التي تقع بين الذنايب وبئر الرويلية.
وقد قبر كليب فيها حيث رثاه أخاه المهلهل الذي رفض جميع عروض الصلح والعفو:
وحيث حدثت بها معركة الراغ والرويلية الشهيرة واللي تغنى بها صمهود عبد زريبه الشقيق الأكبر لزريب الجذع العتيبي ويقول صمهود :
ويقول الشاعر العنزي واصفا منازل قبيلته سابقا:
وقد تغنوا بها الشعراء حيث تغنى بها الشاعر السميري أثناء الربيع ونزول الأمطار:

## المناخ
يسود الرويلية في الوقت الحاضر مناخ صحراوي قاري يتميز بالحرارة والجفاف في فصل الصيف والبرودة في فصل الشتاء مع أمطار متوسطة، ومدى حراري يومي وفصلى كبير. ويبلغ معدل درجة الحرارة في الرويلية حوالي 28 م والرطوبة 33.1% ومعدل الأمطار السنوية 94.4 مم.

## الهجر والقرى التابعة
بتبع إداريا لمركز الرويلية الصهلوج أكثر من 36 قرية وهجرة غير البدو الرحل.

## السكان
يبلغ عدد سكان مركز الرويلية حوالي 4500 نسمة.